# Elbow Cays
Elbow Cays sont un groupe de cayes inhabitées de l'atoll Cay Sal Bank, l'un des grands bancs des Bahamas. Cay Sal Bank est le territoire le plus à l'ouest des Bahamas, appartenant administrativement au district de Bimini. 
Ces îlots se situent à environ 80 km de la côte nord de Cuba  et à 130 km au sud-est de Key West au sud de la Floride. Ils sont le groupe le plus à l'ouest de l'atoll et s'étendent le long du détroit de Floride.
La plus grande et la plus haute, North Elbow Cay, est marquée par la présence de l'ancien phare de Cay Sal Bank en pierre. 
Le site, un spot de plongée sous-marine, est ouvert aux visiteurs, mais la tour en ruine n’est accessible que par bateau et son accès est extrêmement dangereux.